# Demi-dieu

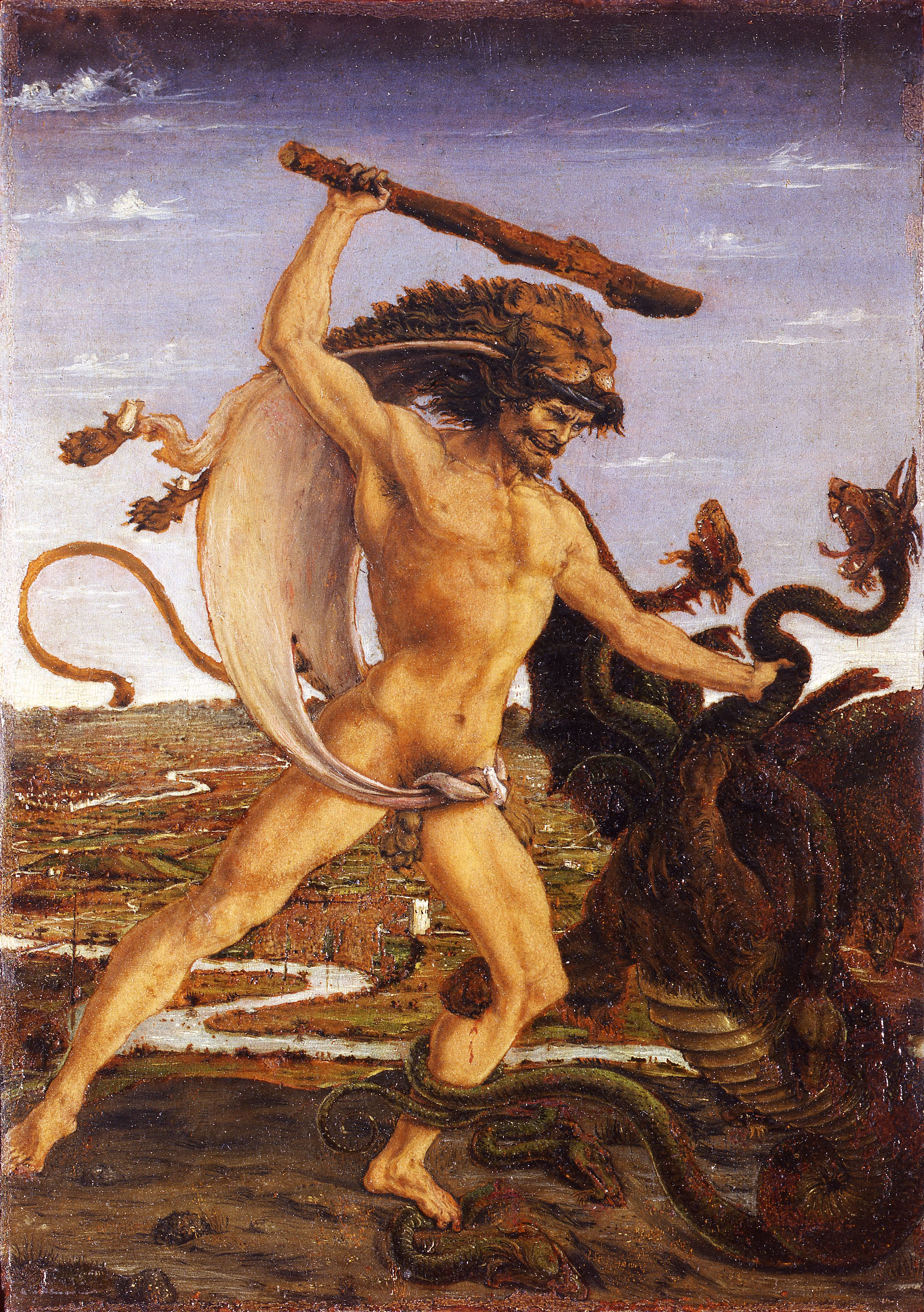
Héraclès et l'Hydre de Lerne

Un demi-dieu est, dans la mythologie gréco-romaine, une divinité ou un personnage surnaturel. Le terme a été utilisé de diverses façons à des époques différentes, mais désigne généralement un personnage ayant atteint un statut divin après sa mort, ou descendant d'un dieu et d'un mortel.
Le terme français est un calque du latin semideus, désignant une personne à moitié divine, un héros, lui-même probablement conçu par le poète romain Ovide pour désigner des divinités de moindre importance, comme les dryades.
Les versions féminines, « demi-déesse » et « demi-divinité », sont attestées mais rares.

## Époque classique
Dans la Grèce et la Rome antiques, le terme ne possède pas une définition cohérente : il est rarement utilisé et a alors plusieurs sens. À l'époque archaïque, les premières mentions du terme se retrouvent chez les poètes Homère et Hésiode. Tous deux décrivent les héros morts comme « ἡμίθεοι » (hêmítheoi, « demi dieux »), sans signifier pour autant que l'un de leurs parents est divin et l'autre mortel. Au contraire, selon Theodora H. Price, ceux qui font preuve de mille et bon comportement » sont désignés héros et, après leur mort, peuvent être appelés demi-dieux. Pindare utilise également le terme comme synonyme de héros.
Selon l'auteur romain Dion Cassius, Jules César est déclaré demi-dieu par le Sénat après sa victoire à Thapsus. Dion écrit toutefois au IIIe siècle et dernes ont émis des doutes sur la véracité de cette anecdote,.
Le premier romain à employer le terme de demi-dieu est peut-être le poète Ovide, qui utilise le mot semideus plusieurs fois pour désigner des divinités mineures. Le poète Lucain utilise également le terme pour parler de Pompée atteignant le statut de divinité après sa mort. Dans l'Antiquité tardive, l'écrivain romain Martianus Capella propose une hiérarchie des dieux : les dieux propres, ou dieux majeurs, les genii ou daemones, les demi-dieux ou semones (qui demeurent dans la haute atmosphère), les mânes et les fantômes des héros (qui habitent la basse atmosphère), et les dieux habitants la terre comme les faunes et les satyres[réf. nécessaire].

## Importance du demi-dieu
Les demi-dieux sont la synthèse entre la puissance des dieux et les faiblesses inhérentes à la nature humaine. Héraclès, par exemple, fils de Zeus, dispose d'une force et d'un courage colossaux mais tue sa femme et ses enfants dans un excès de colère. Les demi-dieux, ainsi, se rapprochent plus des hommes et nous correspondent, en montrant que les défauts peuvent s'accompagner de grandes qualités.